# Tarbat Ness Lighthouse
Das Tarbat Ness Lighthouse ist der dritthöchste Leuchtturm in Schottland. Er steht an der östlichen, der Nordsee zugewandten Küste.
Er ist als Denkmal der höchsten Kategorie A geschützt.

## Lage
Der Leuchtturm steht an der Tarbat Ness genannten nördlichen Landspitze der Halbinsel Tarbat, welche den östlich gelegenen Moray Firth vom westlich gelegenen Dornoch Firth trennt. Politisch gehört der Bereich zur Community Council Area von Tarbat, welche zur Council Area Highland zählt. Der Untergrund der Halbinsel besteht aus Old Red Sandstein. Da die Ostküste der Halbinsel den Verlauf der Great-Glen-Verwerfung nachzeichnet treten gelegentlich kleinere Erdbeben auf.

## Geschichte

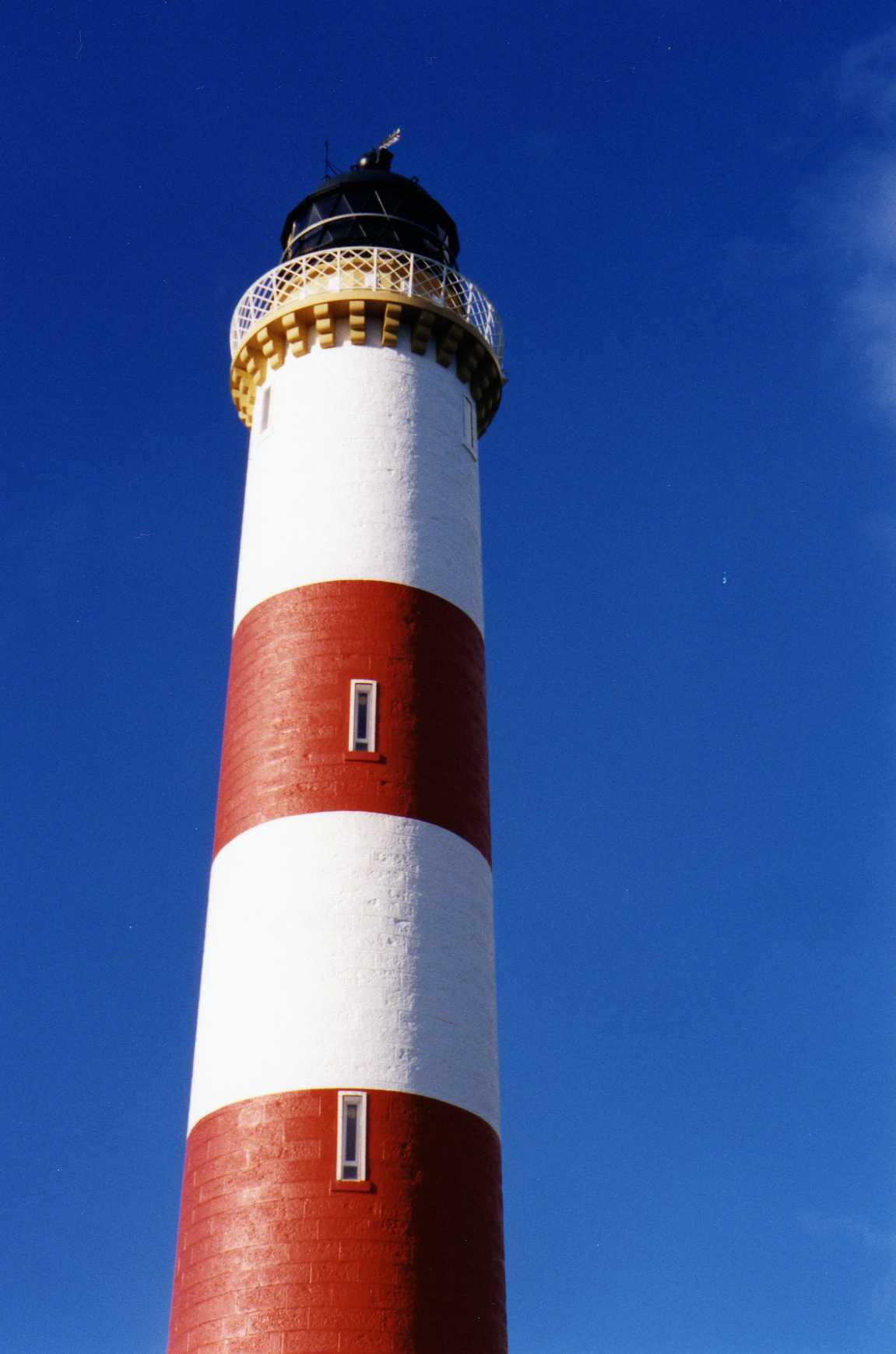
Nahansicht

Ausschlaggebend für den Bau des Leuchtturms war ein Unwetter im November 1826, bei dem im Moray Firth insgesamt 26 Boote sanken. In der Folgezeit wurden daher Forderungen laut, den Zugang von der Nordsee zum Moray Firth auf beiden Seiten mit jeweils einem Leuchtturm auszustatten. Trinity House und die Caledonian Canal Commission als die seinerzeit zuständigen Behörden hielten einen Leuchtturm auf der Ostseite bei Lossiemouth zunächst überflüssig, der dortige Turm an den Covesea Skerries Lighthouse konnte daher erst 1845 begonnen und im darauffolgenden Jahr fertiggestellt werden.
Auf der Westseite war man einsichtiger: Der durch den Bau etlicher anderer Leuchttürme bekannt gewordene Ingenieur Robert Stevenson erhielt alsbald den Auftrag zur Konstruktion, die Bauarbeiten führte ein Unternehmen aus Inverness durch. Am 26. Januar 1830 ging der Leuchtturm am Tarbat Ness in Betrieb.
Der Turm wird, wie alle Leuchttürme in Schottland, vom Northern Lighthouse Board betrieben. Seit dem 25. März 1971 steht er, gemeinsam mit dem ehemaligen Wohnhaus des Leuchtturmwärters und der die Anlage umgebenden Einfriedung, als Listed Building der Kategorie A unter Denkmalschutz.

## Technisches

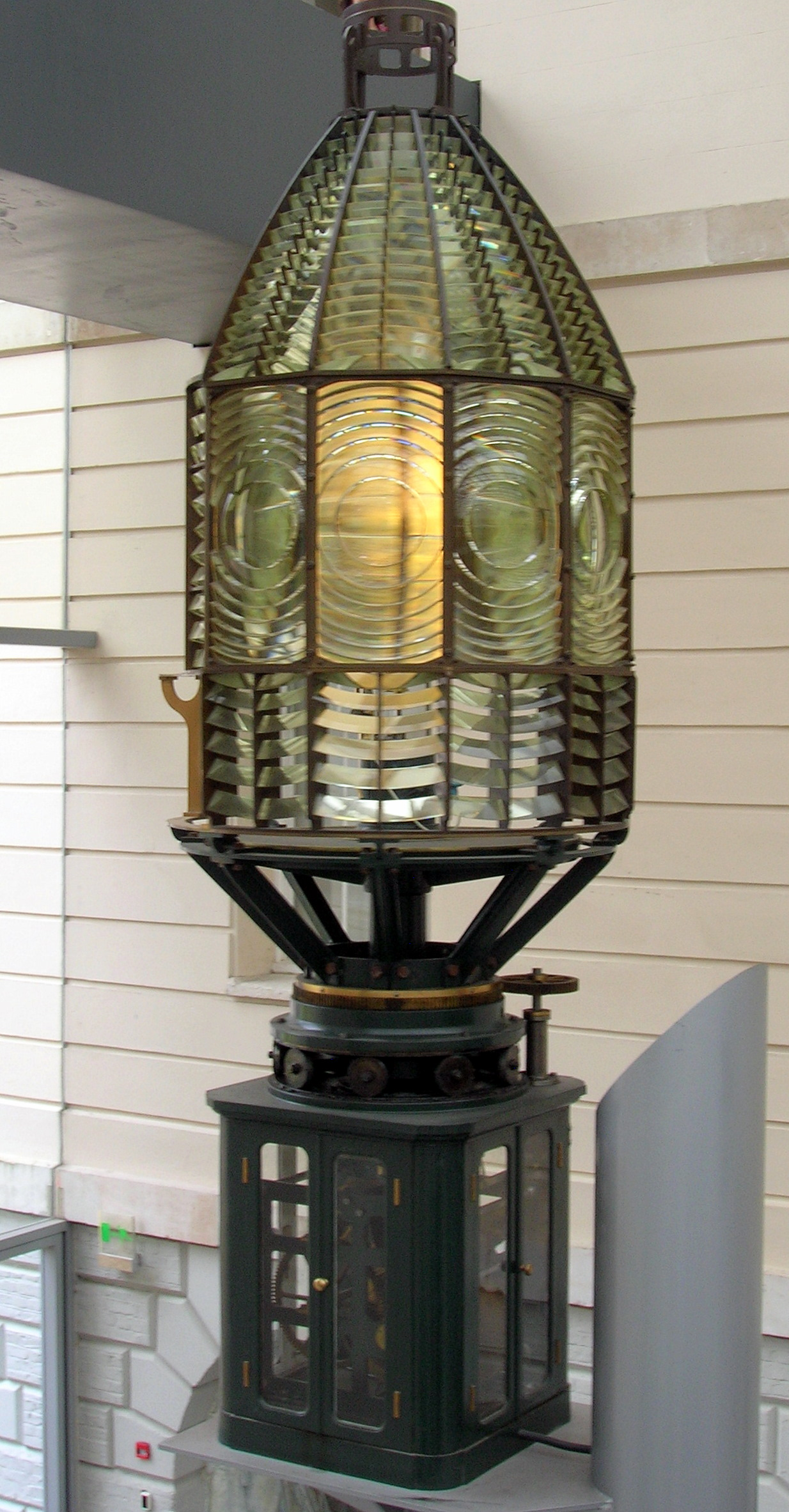
Linse im Museum

Mit einer Höhe von 53 Metern ist er, nach Skerryvore und North Ronaldsay, der dritthöchste Leuchtturm Schottlands. Bis zur Spitze sind es 203 Stufen. 1892 wurde der Turm grundlegend restauriert und erhielt bei dieser Gelegenheit eine von David Alan Stevenson, dem Enkel des Konstrukteurs entwickelte, verbesserte optische Anlage mit einer Fresnel-Linse. 1907 wurde die ursprüngliche, petroleumbefeuerte und mit vier Brennern ausgestattete Argandlampe durch eine Gasglühlampe mit einem 55 Millimeter langen Glühstrumpf ersetzt. 1915 wurde der Turm weiß gestrichen und erhielt die beiden roten Streifen. 1985 wurde er automatisiert und elektrifiziert, die Wohngebäude anschließend verkauft. Die optische Anlage von 1892 befindet sich heute im National Maritime Museum in Greenwich.

## Römische Fundamente

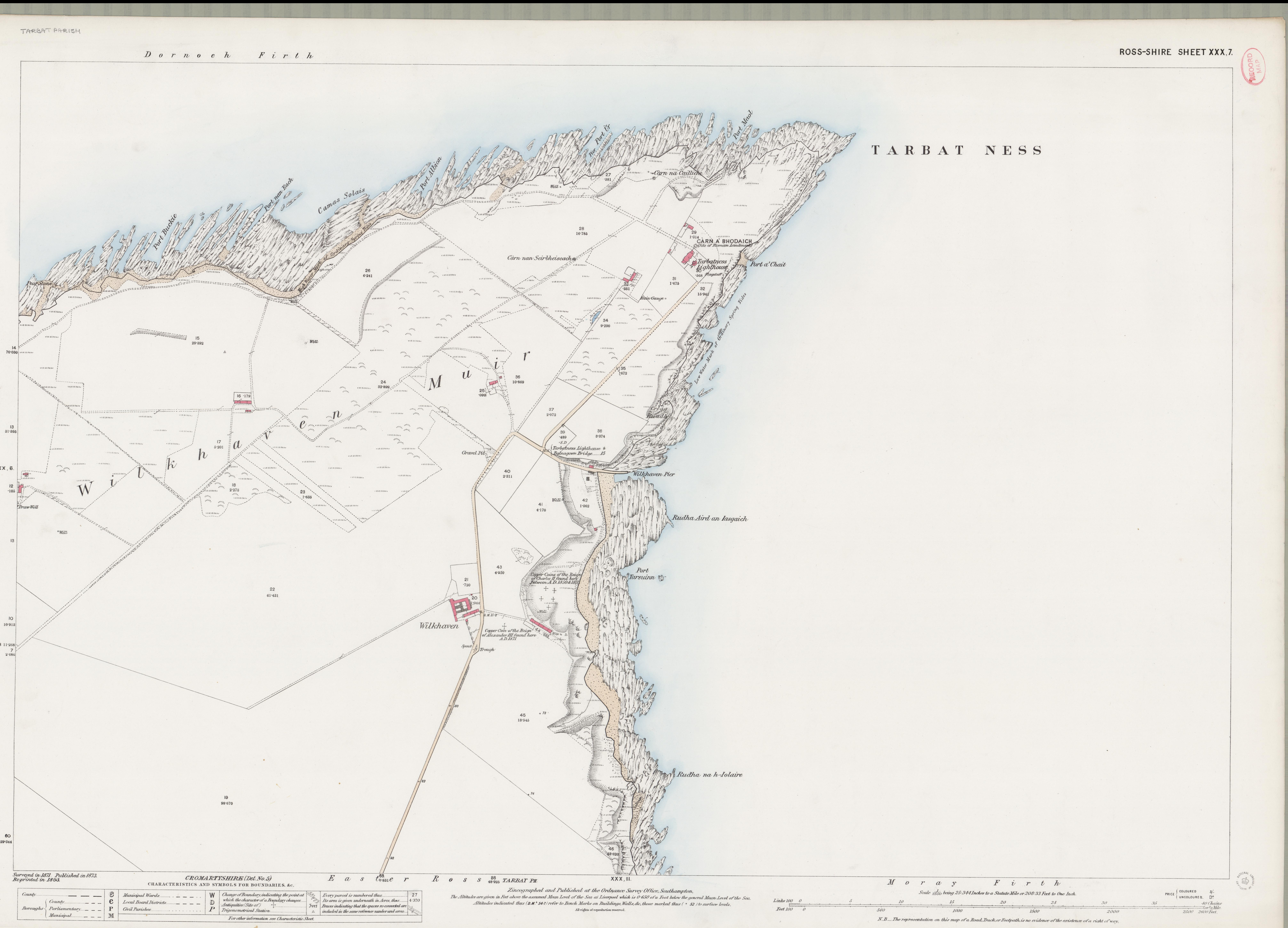
OS-Detailkarte von 1873

Gelegentlich steht zu lesen, der Turm stünde auf einem römischen Fundament. Dies bezieht sich allerdings auf einen etwas nördlich gelegenen Punkt namens Carn a’ Bhodaich, an dem sich einige wenige steinerne Überreste eines Objektes befinden, dem eine entsprechende Herkunft zugesprochen wurde. Bei diesem dürfte es sich aber ursprünglich eher um ein kleineres Leuchtfeuer oder einen Cairn gehandelt haben. Sein Alter ist zwar ungeklärt, es ist aber keinesfalls den Römern zuzuordnen.
Ihren Ursprung hat diese Einschätzung im The new statistical account of Scotland, einem sehr ausführlichen topographischen Standardwerk aus der Mitte des 19. Jahrhunderts. Dort wird berichtet, es gäbe in der Nähe des Leuchtturmes Fundamentreste, von denen erzählt werde, sie sein römischer Herkunft. Der bis dahin einzige Bericht mit einem Bezug zu baulichen Überresten der Römer in dieser Gegend wiederum stammte von einem Pfarrer und Geschichtskundler namens John Grant. Dieser hatte erstmals 1798 einen Artikel veröffentlicht, in dem er mutmaßte, zwei Cairns und die Reste einiger Erdwerke, die er bei Port A Chaistel, etwa drei Kilometer südwestlich von Tarbat Ness entdeckt hatte, sähen aus, als wären sie die Überreste eines römischen Lagers und eines Prätoriums. Diese Beobachtung konnte aber in der Folgezeit niemand bestätigen, Versuche, dieses Lager wiederzufinden, blieben erfolglos. Auf älteren topographischen Karten waren diese Zuordnungen trotzdem auf Verdacht eingetragen worden. Bis heute fehlt allerdings jeglicher Nachweis für römische Aktivitäten auf der Halbinsel.